# 柴田浩
柴田 浩（しばた ひろし、1957年2月25日 - ）は、日本の政治家、実業家。愛知県尾張旭市長（1期）。元名鉄百貨店社長。

## 来歴
愛知県東春日井郡旭町（現・尾張旭市）出身。尾張旭市立旭小学校、尾張旭市立旭中学校、愛知県立千種高等学校を経て早稲田大学第一文学部を卒業後、1980年に名古屋鉄道に入社し、副社長や名鉄百貨店の社長などを務めた。社長時代には名古屋鉄道と合同のプロジェクトチームを設置しテナント誘致を強化を進めた。
2023年1月8日告示・1月15日執行の尾張旭市市長選挙に立候補し、無投票で初当選。